# 28 Semaines plus tard (bande originale)
Albums de John Murphy
28 Jours plus tard
(2003)
28 Weeks Later: Original Motion Picture Soundtrack, composé par John Murphy, est la bande originale, distribué par Fox Music, du film d'horreur et de science-fiction Hispano-britannique réalisé par Juan Carlos Fresnadillo, 28 Semaines plus tard, sortis en 2007.

## Liste des titres

### Version 2007 (Fox Music)
Toute la musique est composée par John Murphy.
| 1.    | 28 Theme                   | 3:57 |
| 2.    | Welcome to Britain         | 2:25 |
| 3.    | Helicopter Chase           | 1:41 |
| 4.    | Fire/Bombing London        | 2:38 |
| 5.    | Theme 1                    | 1:53 |
| 6.    | Walk to Regents Park       | 2:54 |
| 7.    | Kiss of Death              | 2:53 |
| 8.    | Don Abandons Alice         | 2:59 |
| 9.    | London Deserted            | 2:24 |
| 10.   | Go Go Go!                  | 2:10 |
| 11.   | Theme 2                    | 2:33 |
| 12.   | Knock Knock/Cottage Attack | 2:30 |
| 13.   | Night Watch                | 1:56 |
| 14.   | Code Red                   | 2:29 |
| 15.   | Going Home                 | 2:38 |
| 16.   | Tammy Kills Her Dad        | 2:20 |
| 17.   | Crowd Breaks Out           | 1:48 |
| 18.   | Outbreak                   | 3:06 |
| 19.   | Leaving England            | 2:36 |
| 20.   | Theme 3 (End Credits)      | 2:38 |
| 50:28 |                            |      |

### Version 2009 (La-La Land Records)
Toute la musique est composée par John Murphy.
| 1.    | Cottage Attack                      | 2:36  |
| 2.    | 28 Theme                            | 3:33  |
| 3.    | Welcome to Britain                  | 2:26  |
| 4.    | Firebombing London                  | 2:35  |
| 5.    | London Deserted                     | 2:25  |
| 6.    | Kiss of Death                       | 2:53  |
| 7.    | Scooter Through London              | 3:19  |
| 8.    | Going Home                          | 2:39  |
| 9.    | Alice Is Alive!                     | 2:23  |
| 10.   | Don Abandons Alice                  | 2:59  |
| 11.   | Night Watch                         | 1:56  |
| 12.   | Go Go Go                            | 2:11  |
| 13.   | Code Red                            | 2:30  |
| 14.   | Walk to Regents Park                | 2:54  |
| 15.   | Outbreak                            | 3:07  |
| 16.   | Crowd Break Out                     | 1:49  |
| 17.   | The Depot                           | 3:19  |
| 18.   | Helicopter Mayhem                   | 4:29  |
| 19.   | Andy's Theme                        | 1:53  |
| 20.   | Underground                         | 3:36  |
| 21.   | Leaving England                     | 2:37  |
| 22.   | Hymn to England                     | 2:41  |
| 23.   | John Murphy Interview (bonus track) | 13:11 |
| 74:10 |                                     |       |